# Stazione di Higashi-Matsubara
La stazione di Higashi-Matsubara (東松原駅?, Higashi-Matsubara-eki) è una stazione ferroviaria di Tokyo, situata nel quartiere di Setagaya, a 4,0 km di distanza dal capolinea di Shibuya.

## Linee
Keiō Corporation
● Linea Keiō Inokashira

## Struttura
La stazione è dotata di 2 binari con un marciapiede a isola centrale, e il corpo di stazione è sopra il piano del ferro.
| 1-2 | ■ Linea Inokashira | per Meidaimae, Eifukuchō, stazione di Kichijōji |
| 3-4 | ■ Linea Inokashira | per Shimo-Kitazawa, Komaba-Tōdaimae e Shibuya   |

## Stazioni adiacenti
| «                       | Servizio                | »                       |
| Linea Inokashira (IN07) | Linea Inokashira (IN07) | Linea Inokashira (IN07) |
| ----------------------- | ----------------------- | ----------------------- |
| Shin-Daita              | Locale                  | Meidaimae               |
| L'Espresso non ferma    |                         |                         |